# Слишком свободный человек
«Слишком свободный человек» — документальный фильм о российском политике Борисе Немцове. Авторы сценария — Кричевская, Вера Ефимовна и Фишман, Михаил Владимирович, режиссёр — Кричевская, Вера Ефимовна, продюсеры — Гиндилис, Евгений Викторович, Кричевская, Вера Ефимовна и Фишман, Михаил Владимирович, интервьюер — Фишман, Михаил Владимирович. Фильм был снят в 2015—2016 годах, впервые показан в мире 6 ноября 2017 года, в РФ 23 февраля 2017 года в «ЦДК».

## Сюжет
Фильм — о разных этапах жизни, карьеры и смерти Бориса Немцова, рассказанных и показанных через серию интервью и кадров хроники — в основном 1990-х. В фильме о Немцове вспоминают известные люди — с разными взглядами на 90-е годы и на современную власть, в том числе оппозиционеры и её сторонники.

## Действующие лица

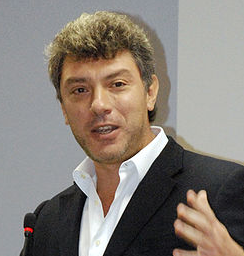
Борис Немцов

По данным meduza в фильме участвовали в качестве рассказчиков (журналист-интервьюер -Михаил Фишман):
- Кох, Альфред Рейнгольдович
- Алексей Навальный
- Прохоров, Михаил Дмитриевич
- Олег Сысуев
- Фридман, Михаил Маратович
- Михаил Ходорковский
- Валентин Юмашев
- Григорий Явлинский
- Сергей Ястржембский
- Илья Яшин
- и другие